# Volturno
Volturno (antic Vulturnus) és un riu de la Campània que neix als Apenins i corre uns 60 km cap al sud-est, fins que troba al Calore Irpino (antic Calor) i llavors gira a l'oest-sud-oest, passa per Càpua i desaigua a la mar Tirrena a Castel Volturno (antiga Volturnum) on es pot veure encara un antic pont romà.
Té les seves fonts en el vessant occidental dels Apenins Centrals en el Mont Meta (2.240 m.) vora els confins dels Abruzzos i de la Campània. Corre primer en direcció sud-est, paral·lel al vessant sud-oest de la serralada de Monte Matese, deixa a l'esquerra Isernia i a la dreta Venafro i Vaizano; banya la població d'Amorosi i rep a poca distància, per l'esquerra al Calore, augmentant també pel Tammaro, el Miseano, l'Uffita i el Sabbato i pren la direcció oest. Després travessa lentament la planúria per Alife (bressol del músic Vessella) i Càpua. Acaba a Castel Volturno després d'un curs de 160 km. per una conca de 5.598 km².

## Història
El Vulturnus (grec antic: Οὐουλτοῦρνος) era un dels rius més importants de la Campània. Naixia en territori dels samnites, on tenia la població d'Aufidena i al seu marge esquerre quedava l'antiga ciutat d'Isernia, passava sota les muralles de Casilínum i a unes 20 milles desembocava a la mar Tirrena vora Volturnum, segons expliquen Estrabó, Plini el Vell i Pomponi Mela. Domicià hi va construir un pont pel damunt, per on passava la via que anava de Sinuessa a Cumes. Degut al llarg trajecte del Vulturnus per la Campània, on travessava les seves fèrtils planes en tota la seva extensió des del peu dels Apenins fins al mar, el seu nom s'esmenta amb freqüència a història, sobretot durant les guerres dels romans amb els campanis i samnites, i també durant la Segona Guerra Púnica.
Els marges del Volturno en la part inferior del seu curs han estat teatre de sagnants batalles, entre elles la del 6 i 7 de gener de 1793 entre els francesos comandats per Championnet, i els napolitans, a les ordres de Karl Mack, i la de l'1 i el 2 d'octubre de 1866, en què Garibaldi va derrotar les tropes del rei Francesc II, decidint la sort del regne de les Dues Sicílies.